# Joule
Joule (J) er en afledt SI-enhed for arbejde og energi. 1 joule (1 J) er defineret som 1 watt x 1 sekund eller 1 newton x 1 meter. Enheden er opkaldt efter den engelske fysiker James Prescott Joule.
Enheden angives ofte med præfixet "kilo" som kilojoule (kJ) (1.000 joule).  
Per definition:
{\displaystyle {\rm {J={}{\rm {{\frac {kg\cdot m^{2}}{s^{2}}}=N\cdot m={\rm {Pa\cdot m^{3}={}{\rm {W\cdot s}}}}}}}}}.

## Andre enheder for energi
Særligt til afregning af energiforbrug (typisk el og varme) anvendes følgende enheder:
- 1 watt-time (Wh eller Wt) = (1 W*time)*(60 minutter/time)*(60 sekunder/minut) = 3,6 kWs = 3,6 kJ
- 1 kilowatt-time (kWh eller kWt) = 1000 Wh = 3,6 MJ
- 1 megawatt-time (MWh eller MWt) = 1000 kWh = 3,6 GJ
- 1 gigawatt-time (GWh eller GWt) = 1000 MWh = 3,6 TJ
- 1 terawatt-time (TWh eller TWt) = 1000 GWh = 3,6 PJ

En ældre enhed for energi er en kalorie som officielt (1950) er defineret til eksakt 4,18414,5-15,5 °C joule. Men målt ved andre temperaturintervaller: 4,185515-16 °C joule eller 4,20454-5 °C joule

I fysikken benyttes også andre enheder for energi, f.eks. elektronvolt (eV).
På nogle fagområder og af tradition anvendes specielle enheder. Det eksplosive energiindhold i konventionelle bomber, atombomber, vulkanudbrud, jordskælv, meteornedslag og asteroidenedslag angives som TNT-ækvivalenter. 1 ton TNT har en energi på 4,184 gigajoule.